# حزب الطليعة الشعبية للتحرير
الحزب الشيوعي للعمال والفلاحين المصريين أو حزب الطليعة الشعبية للتحرير كان حزبًا شيوعيًا في مصر، نشط في الفترة ما بين 1946 و1958.
نشأ الحزب خليةً سريةً، مستخدمًا اسم الطليعة الشعبية للتحرير أو طشت نسبة إلى اختصارها، تأسس في أيلول 1946. كان النواة المؤسسة لـ"طشت" هم: ريموند دويك، يوسف درويش، أحمد رشدي صالح، وصادق سعد، الذين كانوا أعضاء في لجنة العمال للتحرر الوطني – المنظمة السياسية للطبقة العاملة [الإنجليزية] . قاموا بتأسيس المنظمة بعد قمع صحيفة الضمير، لسان حال لجنة العمال للتحرر الوطني. وبحسب شهادة سعد، انتخب المؤتمر التأسيسي لطشت لجنة مركزية مكونة من ثلاثة أعضاء هم سعد (المسؤول السياسي)، ودويك (المسؤول التنظيمي)، ومحمود العسكري (مسؤول التجنيد). حدد المؤتمر التأسيسي هدفين استراتيجيين رئيسين؛ وهما وضع مسار مصري نحو الاشتراكية وبناء الوحدة مع القطاعات الثورية الأخرى.
من الناحية التنظيمية التزمت طشت بالمركزية الديمقراطية، وكانت أنشطة طشت مقسمة إلى ثلاث خلايا، واحدة للنشاط السياسي، وواحدة للمسائل التنظيمية، وواحدة للعمل الجماهيري والتجنيد. شغل سعد منصب الأمين العام لحزب الطشت في الفترة من 1946 إلى 1948. شغل رشدي منصب الأمين العام في الفترة من 1948 إلى 1951. شغل أبو سيف يوسف منصب الأمين العام في الفترة 1951-1957. أصدرت المنظمة نشرتين: نشرة "الهدف" الداخلية، ونشرة "كفاح الشعب" الجماهيرية.
غير طشت اسمه فيما بعد إلى الديمقراطية الشعبية في عام 1949. في أوائل الخمسينيات من القرن العشرين، اندمجت الديمقراطية الشعبية مع فصيل من حركة تحرير الشعب (الفصيل الذي لم يندمج مع حزب الشرارة [الإنجليزية]).  أخذت المنظمة الموحدة اسم طليعة العمال. في وقت ثورة تموز 1952 كانت طليعة العمال واحدة من المجموعات الشيوعية الرئيسة الثلاث في مصر. قام درويش بتجنيد العديد من قادة النقابات العمالية في طليعة العمال. كانت حركة طليعة العمال نشطة بين عمال النسيج في شبرا الخيمة.
وبحلول أواخر عام 1956، بدأت محادثات الوحدة بين الفصائل الثلاثة الرئيسة للحركة الشيوعية المصرية.  وشُكلت لجنة ثلاثية بين جماعة الراية والحزب الشيوعي المصري الموحد وحزب العمال والفلاحين الشيوعي، وكان حلمي ياسين ممثلاً لمجموعة طليعة العمال. لكن طليعة العمال كانت مترددة في الاندماج، لأن قادتها كانت لديهم تحفظات قوية للغاية ضد هنري كورييل (الذي اعتبروه مؤيدًا للصهيونية). وعلاوة على ذلك، تعقدت الوحدة بين الفصائل الثلاثة بسبب إصرار جماعة الراية على استبعاد اليهود الصهاينة من قيادة الحزب الموحد، في حين كان لطليعة العمال حضور يهودي في قيادتها (مثل سعد ودويك ودرويش).
في آذار 1957، عقدت طليعة العمال مؤتمرها الثاني، وغيرت اسم المنظمة إلى الحزب الشيوعي للعمال والفلاحين المصريين. كانت هذه هي المرة الأولى التي أعلن فيها الحزب عن نفسه علنًا على أنه شيوعي. أشار تغيير الاسم إلى تخفيف مقاومة الحزب للاندماج مع مجموعات شيوعية أخرى. لكن الوحدة ظلت معقدة حيث رفض الحزب مطلب جماعة الراية التي استعبدت اليهود الصهاينة، من قيادة الحزب باعتباره عنصريًا. وبعد مؤتمر الحزب الثاني، بدأ الحزب أيضًا في تخفيف معايير العضوية الصارمة، وفي خضم حملة الانتخابات البرلمانية المصرية عام 1957، توسع الحزب في عضويته بسرعة بين العمال. أدى هذا التوجه التجنيدي إلى تفوق الحزب على المجموعات الشيوعية الأخرى من حيث الحجم.
وأخيرا اندمج حزب العمال والفلاحين الشيوعي والحزب الشيوعي المصري الموحد في الحزب الشيوعي المصري في 8 كانون الثاني 1958.